# سنگان بالاخواف
سنگان بالاخواف، روستایی در دهستان آستانه بخش مرکزی شهرستان رشتخوار استان خراسان رضوی ایران است.

## جمعیت
بر پایه سرشماری عمومی نفوس و مسکن در سال ۱۳۹۵ جمعیت این مکان ۲٬۱۷۷ نفر (۶۷۳خانوار) بوده‌است.